# Dolomedes zatsun
Dolomedes zatsun là một loài nhện trong họ Pisauridae.
Loài này thuộc chi Dolomedes. Dolomedes zatsun được miêu tả năm 2003 bởi Tanikawa.